# Edrevo
Edrevo (în bulgară Едрево) este un sat în Obștina Nikolaevo, Regiunea Stara Zagora, Bulgaria.

## Demografie
Componența etnică a satului Edrevo
     Turci (69,08%)
     Bulgari (28%)
     Nicio identificare (2,9%)
     Altele (0%)
La recensământul din 2011, populația satului Edrevo era de 482 locuitori. Din punct de vedere etnic, majoritatea locuitorilor (69,08%) erau turci, cu o minoritate de bulgari (28,0%). Pentru 2,9% din locuitori nu este cunoscută apartenența etnică.